# Karm (Insel)
Der Karm ist eine Insel etwa 1,5 km südöstlich von Shaula Island im südlichen Teil der Inselgruppe Øygarden vor der Küste des ostantarktischen Kemplands.
Norwegische Kartografen erfassten sie anhand von Luftaufnahmen, die bei der Lars-Christensen-Expedition 1936/37 entstanden. Die erste Anlandung unternahm 1954 die Mannschaft um den australischen Geodäten Robert George Dovers (1921–1981) im Rahmen der Australian National Antarctic Research Expeditions. Das norwegische Karm steht für eine Vorrichtung auf Schiffen, welche das Einlaufen von Wasser verhindert.